# ロバート・C・シェリフ
R・C・シェリフ（R. C. Sheriff）ことロバート・セドリック・シェリフ（Robert Cedric Sherriff、1896年6月6日 - 1975年11月13日）は、イギリスの劇作家、脚本家、小説家。第一次世界大戦を扱った戯曲"Journey's End"（旅路の果て）で知られる。

## 前半生
シェリフはミドルセックス州ハンプトン・ウィック（Hampton Wick）で生まれた。父は保険会社員ハーバート・ハンキン（Hankin）・シェリフ。母の名はコンスタンスと言った。彼は夫婦の唯一の子供であった。キングストン・グラマー・スクールで教育を受け、1914年、ロンドンのSun Insurance Companyという保険会社に就職。はじめ内勤社員として、1918年から28年にかけては保険調査員として働いた。第一次世界大戦では陸軍大尉として第9東サリー連隊に所属し、フランス北部のヴィミー（Vimy）やロス＝アン＝ゴエル（Loos-en-Gohelle）で戦った。1917年にパッシェンデールの戦いで重傷を負った。戦功十字章を受ける。
1931年から34年にかけてはオックスフォード大学ニュー・カレッジに通う。王立文学協会（Royal Society of Literature）およびロンドン考古協会（Society of Antiquaries of London）会員。

## 作家活動

### 戯曲家として
シェリフが最初に戯曲を書いたのは、アマチュアのボート競技クラブの、ボート新調の資金繰りのためであった。第7作にして代表作の"Journey's End"（旅路の果て）は、第一次大戦における彼自身の体験に基づく作品で、1928年に書かれ29年に出版された。上演は二度おこなわれた。初めは1928年12月9日、イギリスのアポロ劇場（Apollo Theatre）において、ジェイムズ・ホエール監督、ローレンス・オリヴィエ主演での公演であった。なおホエールは1930年には同作を同題で映画化している。二度目の公演はサヴォイ劇場（Savoy Theatre）で1929年から二年間に渡り行なわれた。

### 小説家として
シェリフは戯曲だけではなく、散文も書いている。"Journey's End"の本人によるノヴェライズは1929年に刊行された。1939年の長編小説"The Hopkins Manuscript"（ホプキンスの手記）はH・G・ウェルズの影響を受けたポスト・アポカリプスもの（破滅後もの）の物語で、月との衝突によって荒廃した地球の姿が描かれた。荒れ果てたイングランドを、平凡な男の目を通し、抑制の効いた筆致で写実的に描写したその手腕は、ジョン・ウィンダムやブライアン・W・オールディスといった後世の作家たちに影響を与えたと言われる。

## 賞へのノミネート
『チップス先生さようなら』1939年映画版の仕事により、シェリフはエリック・マシュウィッツ（Eric Maschwitz）およびクローディーン・ウェスト（Claudine West）と共に、アカデミー脚色賞の候補となった。1955年のテレビドラマ"The Dam Busters"と"The Night My Number Came Up"の脚本では、英国アカデミー賞の候補となった。

## 作品リスト
| - 1922: The Woods of Meadowside - 1923: Profit and Loss - 1924: Cornlow-in-the-Downs - 1926: Mr. Bridie's Finger - 1928: Journey's End - 1930: Badger's Green - 1933: Windfall - 1934: Two Hearts Doubled - 1936: St. Helena - 1948: Miss Mabel - 1949: Dark Evening - 1950: Home at Seven - 1952: The Kite - 1953: The White Carnation - 1955: The Long Sunset - 1957: The Telescope | - 1933: The Invisible Man 『透明人間』 - 1933: Goodbye, Mr. Chips 『チップス先生さようなら』 - 19??: One More River - 1935: The Four Feathers 『四枚の羽根』 - 1937: The Road Back - 1941: Lady Hamilton 『美女ありき』 - 1942: This Above All 『純愛の誓い』 - 1945: Odd Man Out 『邪魔者は殺せ』 - 1948: Quartet 『四重奏』 - 1950: No Highway - 1955: The Dam Busters 『暁の出撃』 - 1955: The Night My Number Came Up - 1955: Cards with Uncle Tom (TV) - 1963: The Ogburn Story (TV) |

### 書籍
- Sherriff, Robert Cedric (1930). Journey's End: A Novel (First edition ed.). London: Gollancz. OCLC 4072239
- Sherriff, Robert Cedric (1931). The Fortnight in September (First edition ed.). OCLC 246884057
- Sherriff, Robert Cedric (1939). The Hopkins Manuscript (First edition ed.). OCLC 2212270
  - 白木茂訳『ついらくした月』岩崎書店 - 1967年、1976年版は長新太画。2003年版は竹本泉画。
- Sherriff, Robert Cedric (1944). Chedworth: A Novel (First edition ed.). OCLC 761913
- Sherriff, Robert Cedric (1948). Another Year: A Novel (First edition ed.). OCLC 1455916
- Sherriff, Robert Cedric (1954). King John's Treasure (First edition ed.). OCLC 31122994
- Sherriff, Robert Cedric (1962). The Wells of St. Mary's (First edition ed.). OCLC 7185868
- Sherriff, Robert Cedric (1973). The Siege of Swayne Castle (First edition ed.). ISBN 0575017228
- Sherriff, Robert Cedric (1968). No Leading Lady: An Autobiography (First edition ed.). London: Victor Gollancz Ltd. p. 33. ISBN 0575001550